# Yuhina diademata
La yuhina diademada (Yuhina diademata) es una especie de ave paseriforme de la familia Zosteropidae propia de las montañas del este de Asia. 

## Distribución y hábitat
Se encuentra en los montes del oeste de China, norte de Birmania y Vietnam. Su hábitat natural son los bosques de montaña subtropicales y templados.